# Aréthas (martyr)
« Aréthas » redirige ici. Ne pas confondre avec Arétas ni Aretha.
Saint  Aréthas ou Arétas (الحارث « al-Haarith ») était le chef de la communauté chrétienne de Najran en Arabie du Sud  au début du VIe siècle ap. J.-C.. Il fut persécuté et exécuté lors de la grande campagne de persécution des chrétiens mené par le souverain du royaume juif de Himyar, Dhu Nuwas en 523,. Il est notamment  connu pour l'Acta S. Arethae (aussi appelé Martyrium sancti Arethae ou Martyrium Arethae) qui existe dans deux recensions : la première et plus authentique, qui fut trouvée par Michel Le Quien (Oriens Christianus, II, 428) et datée du VIIe siècle ; et la seconde, revue par Syméon Métaphraste, et datant du Xe siècle.
Les versions arabe et guèze des textes furent publiées en 2006 et la version grecque en 2007.

## Fête
- L'Église catholique romaine et l'Église orthodoxe le fête avec ses compagnons martyrs le 24 octobre[6],[7].